# Koenraad van Tecklenburg
Koenraad van Tecklenburg (1501 - 6 of 16 juni 1557) was van 1534 tot aan zijn dood graaf van Tecklenburg en van 1541 tot 1546 graaf van Lingen. Hij behoorde tot het huis Schwerin.

## Levensloop
Koenraad was de zoon van graaf Otto IX van Tecklenburg en diens echtgenote Irmgard, dochter van graaf Johan I van Rietberg. Hij werd opgeleid aan het hof van landgraaf Filips I van Hessen. Na zijn opleiding nam Koenraad in 1521 deel aan de Rijksdag van Worms en in 1523 vocht hij samen met Filips aan de zijde van de aartsbisschop van Trier tegen Franz von Sickingen.
In 1524 kreeg Koenraad van zijn vader de heerlijkheid Rheda toegewezen. Vanuit deze functie begon hij in 1525 een oorlog met het prinsbisdom Osnabrück over de grenzen en de rechten van de heerlijkheid Rheda, die pas in 1565 via het verdrag van Bielefelden werd beëindigd. 
Op 13 mei 1527 huwde hij met Mathilde (1490-1558), dochter van landgraaf Willem I van Hessen-Kassel en een nicht van landgraaf Filips I van Hessen. Ze kregen een dochter:
- Anna (1532-1582), huwde in 1553 met graaf Eberwin III van Bentheim-Steinfurt

Via landgraaf Filips I van Hessen en zijn echtgenote Mathilde kwam Koenraad in contact met de Reformatie. Op die manier werd hij de eerste lutherse heerser in Westfalen. Hij voerde het lutheranisme in, eerst in de heerlijkheid Rheda en later in het graafschap Tecklenburg. Hij deed dit echter zeer langzaam en voorzichtig en zonder het rooms-katholicisme volledig te verbieden. In 1539 sloot Koenraad zich aan bij het Schmalkaldisch Verbond van lutherse vorsten.
Na de dood van zijn vader in 1534 werd Koenraad graaf van Tecklenburg. In 1541 werd hij bovendien graaf van Lingen na de dood van zijn oom Nicolaas IV en ook hier voerde hij het lutheranisme in. In 1546 verloor Koenraad het graafschap Lingen echter toen de Schmalkaldische Oorlog uitbrak en werd hij door keizer Karel V onder de rijksban geplaatst.
In 1557 stierf Koenraad. Omdat hij geen mannelijke nakomelingen had, volgde zijn schoonzoon Eberwin III van Bentheim-Steinfurt hem op als graaf van Tecklenburg.